# Saison 1 de Nikita
Chronologie
Saison 2
Cet article est un guide des épisodes de la première saison de la série télévisée Nikita.

## Synopsis de la saison
Alex et Nikita travaillent main dans la main pour faire tomber Percy et la Division. De nombreux obstacles surviennent au cours de cette saison, mais des alliances se nouent également…

## Distribution

### Acteurs réguliers
- Maggie Q (VF : Yumi Fujimori) : Nikita Mears
- Shane West (VF : Gilles Morvan) : Michael Bishop
- Lyndsy Fonseca (VF : Julia Vaidis-Bogard) : Alexandra « Alex » Udinov
- Aaron Stanford (VF : Jean-Christophe Dollé) : Seymour Birkhoff
- Melinda Clarke (VF : Dominique Westberg) : Amanda Collins
- Xander Berkeley (VF : Stefan Godin) : Percival « Percy » Rose
- Ashton Holmes (VF : Quentin Baillot) : Thom (jusqu'à l'épisode 12)
- Tiffany Hines (VF : Celia Rosich) : Jaden (jusqu'à l'épisode 20)

### Acteurs récurrents
- Rob Stewart (VF : Laurent Larcher) : Roan (9 épisodes)
- Thad Luckinbill (VF : Benjamin Egner)  : Nathan Colville (6 épisodes)
- Eliana Jones (en) (VF : Colette Natrella) : Alex jeune (6 épisodes)
- Sebastien Roberts : Daniel Monroe (épisodes 1 et 11)
- Devon Sawa (VF : Adrien Antoine) : Owen Elliot (épisodes 5, 6, 10 et 18)
- Peter Outerbridge (VF : Éric Legrand) : Ari Tasarov (épisodes 8, 14 et 17)
- Haaz Sleiman (VF : Fabien Jacquelin) : Kasim Tariq (épisodes 9 et 17)
- Noah Bean (VF : Denis Laustriat) : Ryan Fletcher[1] (épisodes 10, 12, 14, 21 et 22)
- Rich Sommer (en) : Malcolm Mitchell[2] (épisodes 21 et 22)
- Alberta Watson (VF : Frédérique Cantrel) : Madeline Pierce (épisode 22)

## Épisodes

### Épisode 1:Femmes fatales
- États-Unis : 9 septembre 2010 sur The CW[3]
- Belgique : 25 juin 2011 sur La Deux
- Québec : 13 septembre 2011 sur Ztélé
- France : 
  - 4 janvier 2012 sur TF1
  - 1er septembre 2012 sur NT1

- États-Unis : 3,57 millions de téléspectateurs[4] (première diffusion)
- France : 2,5 millions de téléspectateurs[réf. souhaitée] (première diffusion)

- Sebastien Roberts : Daniel Monroe
- David Ferry : Gary
- Rothaford Gray : Général Safwani
- Rob Stewart : Roan
- Hamish McEwan : John Fleder
- Manuel E. Urrego : Guillermo
- Chris Gillett : Sénateur Markus
- Moses Nyarko : Garde du corps #1
- David Carty : Garde du corps #2
- Emmanuel Kabongo : Garde du corps #3
- Jarod MacLean : Agent en costume
- Winston Marshall : Technicien de la Division
- Jason Stutz : Agent de la Division
- Tig Fong : Entraineur Arts martiaux
- Paul Anthony Hardy : Ronnie

### Épisode 2:La Première épreuve
- États-Unis : 16 septembre 2010 sur The CW
- Belgique : 25 juin 2011 sur La Deux
- Québec : 20 septembre 2011 sur Ztélé
- France : 4 janvier 2012 sur TF1

- États-Unis : 3,36 millions de téléspectateurs[5] (première diffusion)
- France : 2,5 millions de téléspectateurs (première diffusion)

- Sebastien Roberts : Daniel Monroe
- Kristof Konrad : Mirko Dadich
- Whitney Able : Hanna Cushko
- Salvatore Antonio : Trevor
- Jeff Teravainen : Professeur d'armes
- Jee Yung Lee : Journaliste TV
- Ari Millen : Ronnie
- Joseph Racki : Ami de Ronnie
- James Collins : Interrogateur

### Épisode 3:La Femme à abattre
- États-Unis : 23 septembre 2010 sur The CW
- Belgique : 2 juillet 2011 sur La Deux
- Québec : 27 septembre 2011 sur Ztélé
- France : 11 janvier 2012 sur TF1

- États-Unis : 3,22 millions de téléspectateurs[6] (première diffusion)
- France : 2 millions de téléspectateurs (première diffusion)

- Sebastien Roberts : Daniel Monroe
- Julie Gonzalo : Jill Morelli
- Araya Mengesha : Benjamin Prentice
- Christopher Cousins : Henry Sampson
- Christopher Dyson : Responsable de l'équipe alpha
- Richard Waugh : Jeremy Holt
- Azra Valani : Assistant
- Matt Bois : Technicien
- Jay Hunter : Instructeur
- Ola Sturik : Journaliste TV

### Épisode 4:Réminiscences
- États-Unis : 30 septembre 2010 sur The CW
- Belgique : 2 juillet 2011 sur La Deux
- Québec : 4 octobre 2011 sur Ztélé
- France : 11 janvier 2012 sur TF1

- États-Unis : 2,682 millions de téléspectateurs[7] (première diffusion)
- France : 2 millions de téléspectateurs (première diffusion)

- Russell Wong : Victor Han
- Ho Chow : Chen Low
- Laura Regan : Lisa Han
- Emma Young : Sophie Han
- Eliana Jones : Alex jeune
- Rob Stewart : Roan
- Susanne Sutchy : Tonya Wiles
- Tadgh McMahon : Présentateur Tv
- Michael Scratch : Garde de la Division
- Richard Tse : Directeur de l'atelier clandestin
- William Yong : Policier de l'aéroport de Hong-Kong
- June NG : Couturière chinoise

### Épisode 5:Le Gardien
- États-Unis : 7 octobre 2010 sur The CW
- Belgique : 9 juillet 2011 sur La Deux
- Québec : 11 octobre 2011 sur Ztélé
- France : 18 janvier 2012 sur TF1

- États-Unis : 2,9 millions de téléspectateurs[8] (première diffusion)
- France : 1,5 million de téléspectateurs (première diffusion)

- Devon Sawa : Owen Elliot
- Bianca Lawson : Emily
- Rob Stewart : Roan
- Stan Lee : Témoin distingué
- Brad Austin : Policier
- Imali Perera : Journaliste
- Richard Stewart : Le père de la petite fille
- Pierre Simpson : Meneur
- Reiya West Downs : Petite fille
- Gabriel Grey : Agent de le Division
- Brooks Darnell : Agent 4
- Chris Violette : Policier en uniforme

Première apparition d'Owen.

### Épisode 6:Résistances
- États-Unis : 21 octobre 2010 sur The CW
- Belgique : 9 juillet 2011 sur La Deux
- Québec : 18 octobre 2011 sur Ztélé
- France : 18 janvier 2012 sur TF1

- États-Unis : 2,815 millions de téléspectateurs[9] (première diffusion)
- France : 1,5 million de téléspectateurs (première diffusion)

- Devon Sawa : Owen Elliot
- Omid Abtahi : Amir Komera
- Sammy Sheik : Agent Rahal / Bashir Maro
- Reid Morgan : Agent #1 de la Division

### Épisode 7:Le Pion
- États-Unis : 28 octobre 2010 sur The CW
- Belgique : 16 juillet 2011 sur La Deux
- Québec : 25 octobre 2011 sur Ztélé
- France : 18 janvier 2012 sur TF1

- États-Unis : 2,483 millions de téléspectateurs[10] (première diffusion)
- France : 1,5 million de téléspectateurs (première diffusion)

- Alexandra Krosney : Sara
- Bug Hall : Robbie

### Épisode 8:L'Antidote
- États-Unis : 4 novembre 2010 sur The CW
- Belgique : 16 juillet 2011 sur La Deux
- Québec : 1er novembre 2011 sur Ztélé
- France : 25 janvier 2012 sur TF1

- États-Unis : 2,411 millions de téléspectateurs[11] (première diffusion)
- France : 2,2 millions de téléspectateurs (première diffusion)

- Rayisa Kondracki : Anna
- Spencer Garrett : le sénateur
- Peter Outerbridge : Ari Tasarov
- Rob Stewart : Roan
- Marco Grazzini : Oliver
- Stephen Bogaert : Mr Harcourt/Vladimir
- Kirsten Bishopric : Mme Harcourt
- Patrick Garrow : Dr Hanson
- Bill Coulter : Reporter
- John De Toro : Policier #1
- Joe Matheson : Sénateur #1
- Jan Filips : Sénateur #2
- Jason McPherson : Agent de la Division
- Clinton Lee Pontes : Agent ND #1

### Épisode 9:L'Ennemi de mon ennemi
- États-Unis : 11 novembre 2010 sur The CW
- Belgique : 30 juillet 2011 sur La Deux
- Québec : 8 novembre 2011 sur Ztélé
- France : 25 janvier 2012 sur TF1

- États-Unis : 2,33 millions de téléspectateurs[12] (première diffusion)
- France : 1,5 million de téléspectateurs (première diffusion)

- Haaz Sleiman : Kasim Tariq
- JB Blanc : Timur Ahmedov
- Patrick Garrow : Docteur Hanson
- Jordan Hayes : Elizabeth, femme de Michael
- Thomas Michael : Henry
- Jasmin Geljo : Interrogateur
- Julian Tassieli : Instructeur
- Ian Busher : Agent de douane
- Daphne Kostova : Contrôleuse
- Vanessa Coelho : Hayley
- Sebastian Naskrent : Lasha

### Épisode 10:L'Ingénieur
- États-Unis : 2 décembre 2010 sur The CW
- Belgique : 30 juillet 2011 sur La Deux
- Québec : 15 novembre 2011 sur Ztélé
- France : 25 janvier 2012 sur TF1

- États-Unis : 2,297 millions de téléspectateurs[13] (première diffusion)
- France : 1,5 million de téléspectateurs (première diffusion)

- Jon Gries (VF : Eric Herson-Macarel) : « l'ingénieur »
- Devon Sawa : Owen Elliot
- Noah Bean : Ryan Fletcher
- Rob Stewart : Roan
- Hamish McEwan : John Fleder
- Michael Cram : Cleary
- Jee Yun Lee : Présentateur TV
- Jorge Molina : Navaja
- Kris Bratton : Porte parole de la maison Blanche
- Chris Young : Rebel #2
- Dylan Mandlsohn : Cadre de la C.I.A.
- Anthony Cortes : André Quintana

### Épisode 11:De sang froid
- États-Unis : 9 décembre 2010 sur The CW
- Belgique : 6 août 2011 sur La Deux
- Québec : 22 novembre 2011 sur Ztélé
- France : 1er février 2012 sur TF1

- États-Unis : 2,292 millions de téléspectateurs[14] (première diffusion)
- France : 1,9 million de téléspectateurs (première diffusion)

- Sebastien Roberts : Daniel Monroe
- Daniel Kash : Gaddiel Zoman
- Robin Givens : Mary Miracle
- Shanda Bezic : Bira Zoman
- Deborah Odell : Rosalee Zoman
- Ali Adatia : Garde
- Nykeem Provo : Recrue
- Neil Davison : Kyle Lenkov

### Épisode 12:Liberté surveillée
- États-Unis : 27 janvier 2010 sur The CW
- Belgique : 6 août 2011 sur La Deux
- Québec : 29 novembre 2011 sur Ztélé
- France : 1er février 2012 sur TF1

- États-Unis : 2,619 millions de téléspectateurs[15] (première diffusion)
- France : 1,4 million de téléspectateurs (première diffusion)

- Noah Bean : Ryan Fletcher
- Thad Luckinbill : Nathan
- Eliana Jones : Alex jeune
- Vieslav Krystyan : Nikolaï
- Maria Ricossa : Barbara Harrison
- Nathaniel Stephenson : Technicien de la Division
- David Tsang : Mal Chin Ryu)
- Lauren Vandenbrook : Blonde
- Cyrus Aazam : Kendrick
- Sabryn Rock : Lisa
- Andrew Butcher : Jeremy
- Ryan Allen : Agent de sécurité de la C.I.A.
- Jason Gosbee : Agent de la C.I.A. #1

### Épisode 13:Le Fait du prince
- États-Unis : 3 février 2010 sur The CW
- Belgique : 13 août 2011 sur La Deux
- Québec : 6 décembre 2011 sur Ztélé
- France : 1er février 2012 sur TF1

- États-Unis : 2,376 millions de téléspectateurs[16] (première diffusion)
- France : 1,4 million de téléspectateurs (première diffusion)

- Brendan Fehr : Steven
- James Gilbert : Prince Erik de Georgie
- Beatrice Rosen : Princesse Kristina
- Kathleen Munroe : Leele Kantaria
- Phillip Jarrett : L.T. Reggie Johnson
- Doru Bandol : Zahidov
- Paolo Mancini : Malik
- Chantal Quesnelle : Présentatrice Télé
- Michael McCrudden : Agent de la Division #1
- Lorne Hunter : Agent de la Division HRT
- David Webster : Directeur du musée

### Épisode 14:Osée Joséphine
- États-Unis : 10 février 2010 sur The CW
- Belgique : 13 août 2011 sur La Deux
- Québec : 13 décembre 2011 sur Ztélé
- France : 8 février 2012 sur TF1

- États-Unis : 1,886 million de téléspectateurs[17] (première diffusion)
- France : 1,9 million de téléspectateurs (première diffusion)

- Noah Bean : Ryan Fletcher
- Matthew Marsden : Voss
- Thad Luckinbill : Nathan
- Rob Stewart : Roan
- Peter Outerbridge : Ari Tasarov

### Épisode 15:Alexandra
- États-Unis : 17 février 2010 sur The CW
- Belgique : 20 août 2011 sur La Deux
- Québec : 20 décembre 2011 sur Ztélé
- France : 8 février 2012 sur TF1

- États-Unis : 2,1 millions de téléspectateurs[18] (première diffusion)
- France : 1,4 million de téléspectateurs (première diffusion)

- Ksenia Solo : Irina
- Mark Ivanir : Vlad
- Eliana Jones : Alex jeune

### Épisode 16:Passé, présent, futur
- États-Unis : 24 février 2010 sur The CW
- Belgique : 20 août 2011 sur La Deux
- Québec : 27 décembre 2011 sur Ztélé
- France : 8 février 2012 sur TF1

- États-Unis : 2,136 millions de téléspectateurs[19] (première diffusion)
- France : 1,4 million de téléspectateurs (première diffusion)

- Thad Luckinbill : Nathan
- Rudolf Martin : Gustav
- Eliana Jones : Alex jeune

### Épisode 17:Donnant donnant
- États-Unis : 7 avril 2010 sur The CW
- Belgique : 27 août 2011 sur La Deux
- Québec : 3 janvier 2012 sur Ztélé
- France : 15 février 2012 sur TF1

- États-Unis : 1,821 million de téléspectateurs[20] (première diffusion)
- France : 1,5 million de téléspectateurs (première diffusion)

- Peter Outerbridge : Ari Tasarov
- Haaz Sleiman : Kasim Tariq
- Thad Luckinbill : Nathan

### Épisode 18:Noirs secrets
- États-Unis : 14 avril 2010 sur The CW
- Belgique : 27 août 2011 sur La Deux
- Québec : 10 janvier 2012 sur Ztélé
- France : 15 février 2012 sur TF1

- États-Unis : 2,208 millions de téléspectateurs[21] (première diffusion)
- France : 1,1 million de téléspectateurs (première diffusion)

- Devon Sawa : Owen Elliot
- Ray Park : Le gardien

Owen est de retour avec des informations sur l'une des boites noires de Percy. Nikita part avec lui pour Londres dans le but de la récupérer, mais le comportement d'Owen est étrange. En effet, ce dernier semble obsédé par l'idée de diffuser la boite, contre l'avis de Nikita. Ce comportement étrange serait causé par un traitement qu'il prend, traitement commencé alors qu'il était à la Division, administré pour améliorer les performances des agents de la Division, et notamment des gardiens (les agents qui protègent les boites noires). Malheureusement, ses réserves s'épuisent et Owen commence à être en manque. C'est dans ce contexte qu'Owen et Nikita se lancent à la poursuite du gardien de la boite noire de Londres. Cette situation rend d'ailleurs Michael très inquiet pour Nikita. C'est une aubaine pour lui lorsqu'il est dépêché à Londres par Percy pour localiser et tuer Owen et Nikita. Ceux-ci retrouvent rapidement le gardien de la boite, mais Owen la récupère et s'enfuit. Avec l'aide de Michael, Nikita part à la recherche d'Owen et de la boite. La boite est finalement détruite ; Michael récupère ensuite le traitement du gardien pour Owen. Mais à terme, ce dernier va devoir trouver un moyen de se sevrer. 

### Épisode 19:Tout ce qui brille...
- États-Unis : 21 avril 2010 sur The CW
- Belgique : 3 septembre 2011 sur La Deux
- Québec : 17 janvier 2012 sur Ztélé
- France : 22 février 2012 sur TF1

- États-Unis : 2,013 millions de téléspectateurs[22] (première diffusion)
- France : 1 million de téléspectateurs (première diffusion)

- Thad Luckinbill : Nathan
- Zoie Palmer : Anya Weimer
- Edi Gathegi : Kalume Ungara

### Épisode 20:Libertés fragiles
- États-Unis : 28 avril 2010 sur The CW
- Belgique : 3 septembre 2011 sur La Deux
- Québec : 24 janvier 2012 sur Ztélé
- France : 29 février 2012 sur TF1

- États-Unis : 1,723 million de téléspectateurs[23] (première diffusion)

- Thad Luckinbill : Nathan
- Christina Moses : Dana Winters, la troisième gardienne
- Rob Stewart : Roan

### Épisode 21:Échec et mat
- États-Unis : 5 mai 2010 sur The CW
- Belgique : 10 septembre 2011 sur La Deux
- Québec : 31 janvier 2012 sur Ztélé
- France : 7 mars 2012 sur TF1

- États-Unis : 2 millions de téléspectateurs[24] (première diffusion)

- Noah Bean : Ryan Fletcher
- Rich Sommer : Malcolm
- Rob Stewart : Roan
- Eliana Jones : Alex jeune

### Épisode 22:La Boîte de Pandore
- États-Unis : 12 mai 2011 sur The CW[25]
- Belgique : 10 septembre 2011 sur La Deux
- Québec : 7 février 2012 sur Ztélé
- France : 14 mars 2012 sur TF1

- États-Unis : 1,94 million de téléspectateurs[26] (première diffusion)

- Noah Bean : Ryan Fletcher
- Rich Sommer : Malcolm
- Alberta Watson : Sénateur Madeline Pierce, Membre d'Oversight
- Harris Yulin : Amiral Bruce Winnick, membre d'Oversight
- Ron White : Chef d'éta major Edward, membre d'Oversight
- Rob Stewart : Roan
- Robert Wisdom : Directeur Abbott, C.I.A.
- Eliana Jones : Alex jeune

## DVD
Sortie en DVD & Blu-ray Zone-2 le 12 septembre 2012.
Contenu de la Saison 1 en 5 DVD ou 4 Blu-ray :
- L'intégralité des épisodes de la Saison 1
- Les commentaires audio
- La présentation en détail des personnages
- « Derrière la caméra » : Réalisation d'un épisode

Fiche détaillée :
- Réalisateur (s) : Craig Silverstein
- Éditeur : Warner Bros Studio
- Langue : Français, Anglais
- Sous-titrage : Français, Néerlandais
- Qualité : PAL
- Vidéo : Format 16/9 compatible 4/3, Format cinéma respecté 1.78, Format DVD-9 ou BD-50, Film en couleurs